# 安德烈·约瑟夫·纪尧姆·亨利·科斯特曼
安德烈·约瑟夫·纪尧姆·亨利·科斯特曼教授（Dr. André Joseph Guillaume Henri 'Doc' Kostermans，1906年7月1日—1994年7月10日）为植物学家。他出生于荷属东印度群岛爪哇普沃勒佐，就读于乌得勒支大学，1936年以一篇关于苏利南樟科植物的研究获得了博士学位。
他一生专注于研究东南亚植物，并定居于茂物。在其职业生涯的早期，为《苏利南植物志》做了许多贡献。科斯特曼对樟科、锦葵目（木棉科和梧桐科）和龙脑香科特别感兴趣。
锦葵科中的“Kostermansia”属及科斯特曼厚壳桂（Cryptocarya kostermansiana C.K. Allen）都是以他的名字命名的。

## 扩展阅读
- 荷兰国家植物标本馆：安德烈·约瑟夫·纪尧姆·亨利·科斯特曼 （页面存档备份，存于）
- 安德烈·约瑟夫·纪尧姆·亨利·科斯特曼墓的照片